# Pagament per serveis ambientals

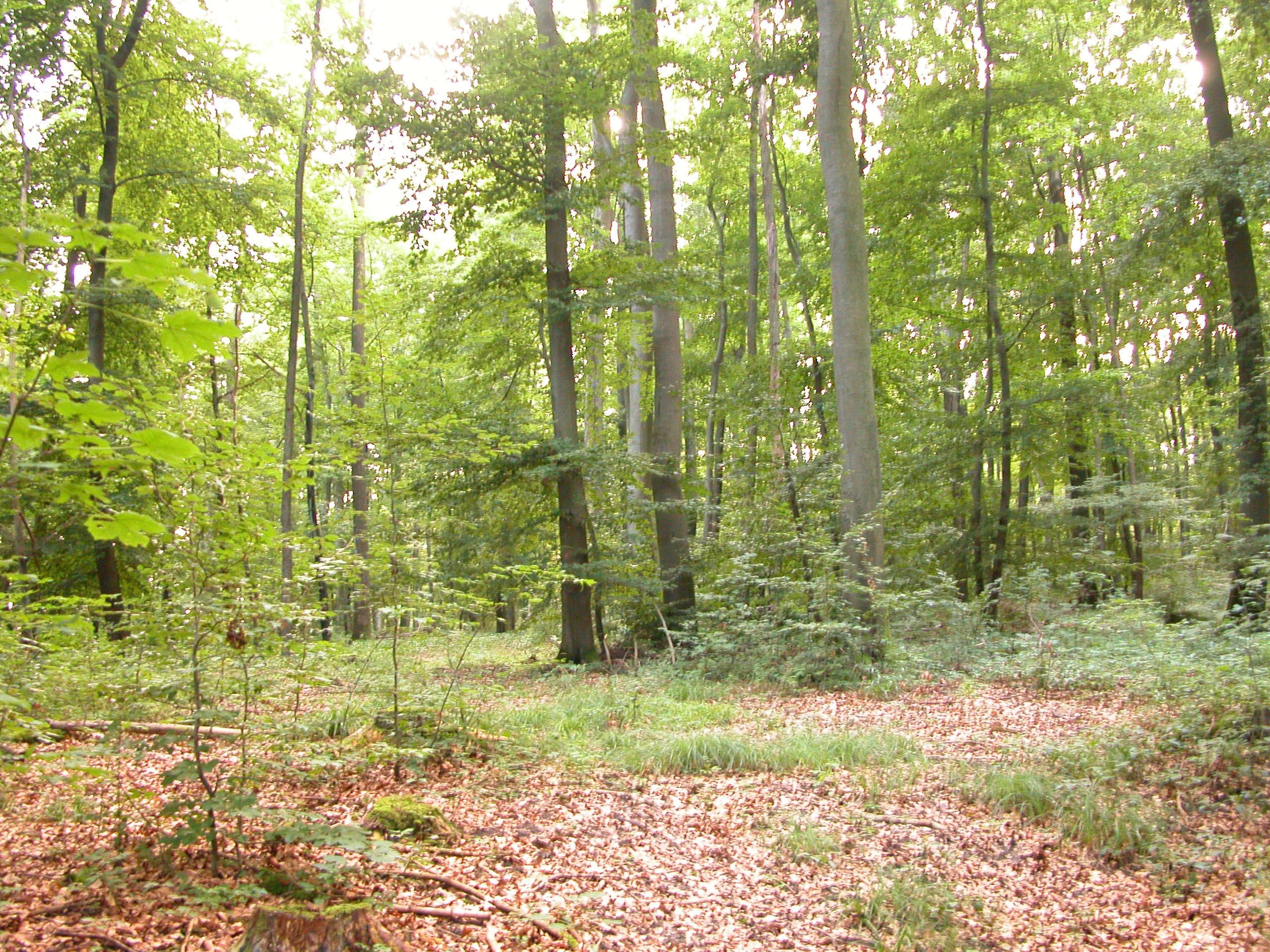
Bosc mixt a alemanya

El pagament per serveis ambientals és una transferència de recursos (econòmics o en espècie) entre agents socials amb l'objectiu d'incentivar actuacions que generin millores ambientals. De forma concreta, el terme s'està aplicant sobretot a actuacions de tipus forestal.

## Fonament
Les masses forestals generen uns beneficis mediambientals, la intensitat i qualitat dels quals és molt variable, i que depenent del tipus de gestió forestal utilitzat. El pagament té l'objectiu d'afavorir aquelles pràctiques que generin més beneficis mediambientals, tot compensant la pèrdua de beneficis purament forestals, o inclús contribuint a compensar els costos generats.
Per exemple, pot ser que una massa forestal d'una espècie introduïda produeixi uns beneficis econòmics superiors a una massa mixta de bosc autòcton gestionat segons els principis de la silvicultura propera a la natura. El pagament per serveis ambientals pot compensar la diferència, i aconseguir un bosc amb millors i més grans beneficis mediambientals.

## Exemples d'aplicació a Catalunya
A Catalunya s'han realitzat acords de custòdia, consistents amb contractes voluntaris entre una entitat de custòdia i un propietari per assegurar la gestió de conservació d'un element valuós des del punt de vista mediambiental. La Diputació de Girona convoca anualment ajuts per a la conservació de boscos singulars de propietat privada, per mitjà de contractes de 25 anys, durant els quals no es realitza cap actuació d'aprofitament forestal, i la Diputació compensa els ingressos no obtinguts.
Hi ha subvencions que poden tenir caràcter de pagament per serveis mediambientals, quan s'estableix una relació entre el pagament i el servei mediambiental.

## Possibilitats

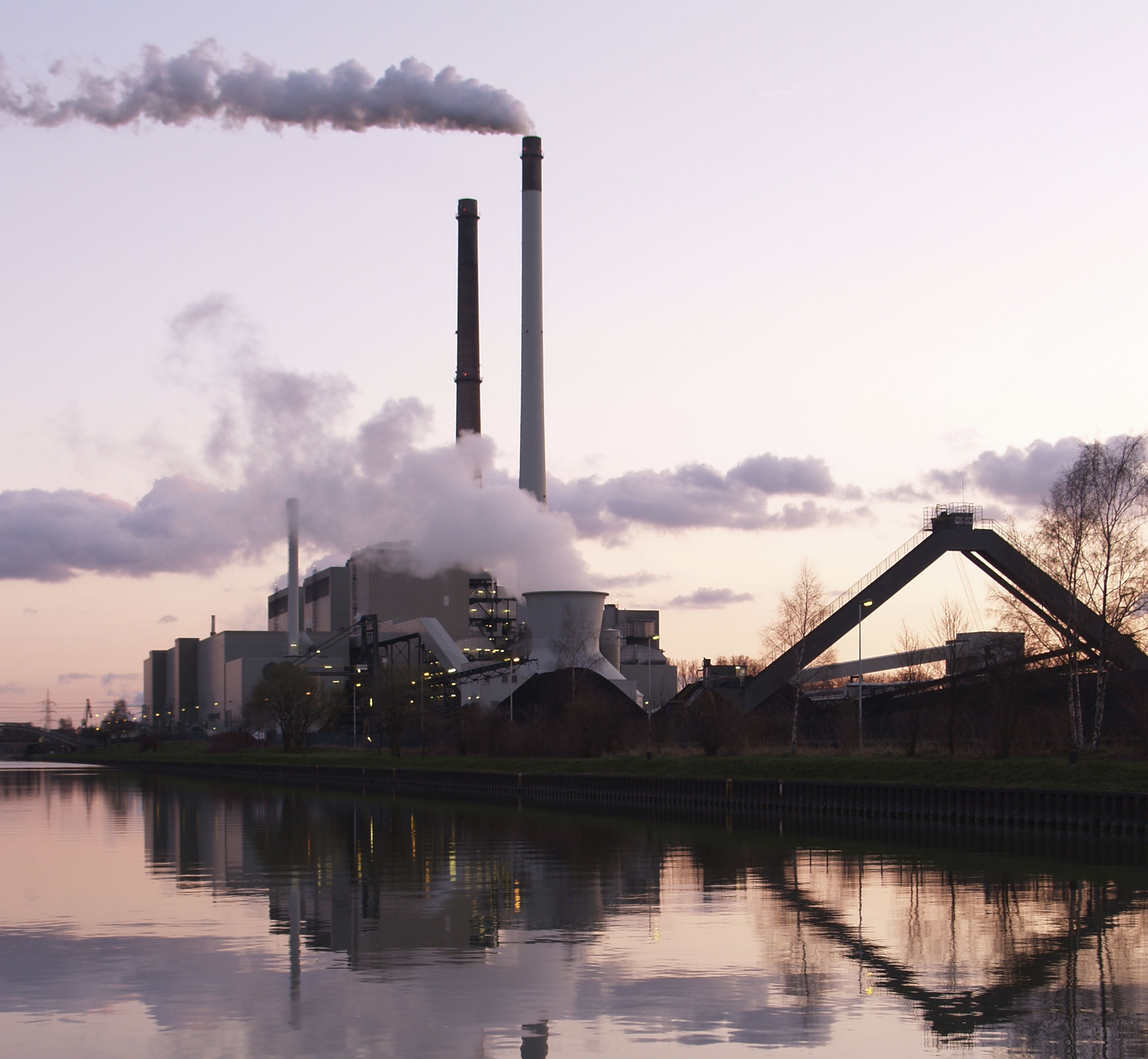
El comerç de drets d'emissió pot compensar emissions amb el finançament de projectes que immobilitzin CO₂

A Catalunya existeixen altres possibilitats, com ara subvencions a la ramaderia extensiva per prevenció d'incendis forestals. El comerç de drets d'emissió de CO₂ pot ser una eina per finançar projectes d'aforestacions.